# Лоринов, Виталий Миронович
Виталий Миронович Лоринов (Фуксман; род. 3 марта 1938, Днепропетровск) — советский и российский композитор, литератор. Член Союза композиторов СССР (1967).

## Биография

### Семья
Отец, Мирон Моисеевич Фуксман (1903—1980), уроженец Овруча, участник Великой Отечественной войны, после ранения (1944) — военный корреспондент красноармейской газеты «Боец-железнодорожник», после демобилизации — заместитель директора Областного библиотечного коллектора в Днепропетровске; сохранилась его переписка 1944—1945 годов с И. Г. Эренбургом.
Мать — ?

### После 1960 года
С 1960 года — в Кишинёве. В 1965 году окончил Кишинёвский институт искусств по классу композиции Л. С. Гурова. Продолжил музыкальное образование в Московской консерватории в классе Р. С. Леденёва, затем до 1988 года вновь работал в Кишинёве.

## Музыкальные сочинения
Опера «Сцены из жизни провинциального города» (по М. Е. Салтыкову-Щедрину), опера-мистерия «Иов страдающий» (по Ветхому Завету); 5 симфоний, увертюра и сюита для оркестра, «Музыка» для струнного оркестра с ударными, Концерт для оркестра.
Инструментальные концерты: для скрипки, тубы, виолончели, гобоя и солирующей скрипки; Квинтеты для деревянных и медных духовых, два струнных квартета, камерные ансамбли для различных оркестровых инструментов; инструментальные сонаты; вокальные, хоровые и фортепьянные циклы; хоры, романсы, инструментальные пьесы; музыка для эстрадно-симфонического оркестра, и т. д.

## Литературные произведения
- «Повесть о фронтовом детстве»;
- «Исповедь одного года»;
- «Глазами современника»;
- «Книга о жизни»;
- «Диалоги с самим собой» (размышления композитора).

Рассказы и главы из «Исповеди одного года» публиковались в ежемесячном журнале современной русской литературы «Наша улица» (г. Москва).